# De Held Jozua
De Held Jozua is een paltrok-houtzaagmolen in Zaandam en was een balkenzager. De molen staat aan de Houtveldweg ter hoogte van de Ilpendamstraat in de wijk Westerwatering. De molen is gebouwd in of kort voor 1719. De windbrief is afgegeven op 25 juli 1719, maar het gebeurde veelvuldig dat deze windbrief werd afgegeven terwijl de molen al in bedrijf was. De molen is vernoemd naar de bijbelse persoon Jozua, de opvolger van Mozes.
De molen vormt nog een geheel met zijn houtloodsen, alleen hebben die schuren een andere bestemming gekregen in de vorm van een restaurant.
Bij de bouw van de omliggende wijk in de jaren '80 is goed rekening gehouden met de molen door middel van zichtlijnen, waardoor de molen ondanks de bebouwing rondom redelijk kan draaien.
Na de bouw van een elektrische zagerij in 1946 kwam de molen uiteindelijk in 1949 tot stilstand. Tot 1970 draaide de molen echter nog wel zo af en toe, daarna was het niet echt meer mogelijk en trad het verval in. Na vele ontwikkelingen kwam de molen in 1987 in handen van Dhr. Koeman, die hem uiteindelijk in 1994/95 liet restaureren onder beheer van Stichting De Held Jozua.
Het eigendom van De Held Jozua is eind 2022 overgedragen aan Stichting Paltrokmolen Zaandam.
De molen is op zaterdagen in werking, en dan ook te bezoeken.

## Bouw en inrichting
Het 20,50 m lange gevlucht is oudhollands opgehekt. De geklonken roeden zijn gemaakt door de firma Pot in Kinderdijk. De binnenroede is gemaakt in 1906 en heeft nummer 2041. De buitenroede stamt uit 1919 en heeft nummer 2442.
De gietijzeren bovenas is in 1904 gegoten door de Koninklijke Nederlandse Grofsmederij in Leiden.
De molen is een onderkruier met een rollenkruiwerk. Het kruien gebeurde met behulp van een kruihaspel, maar tegenwoordig met een kruilier.
De molen heeft voor het vangen een stutvang bestaande uit drie vangstukken.
De molen heeft een krukas met drie zaagramen. Er zijn twee zaagramen, waarvan er een een combinatie van zaagraam en schulpraam is. Het derde zaagraam is een schulpraam. Het krukwiel heeft gietijzeren kammen, die als ingesleten kammen gegoten zijn.

### Overbrengingen
- De overbrengingsverhouding naar de zaagramen is 1 : 2,67.
- Het bovenwiel heeft 72 kammen en het krukwiel 27 kammen. De steek, de afstand tussen de kammen, is 10 cm.

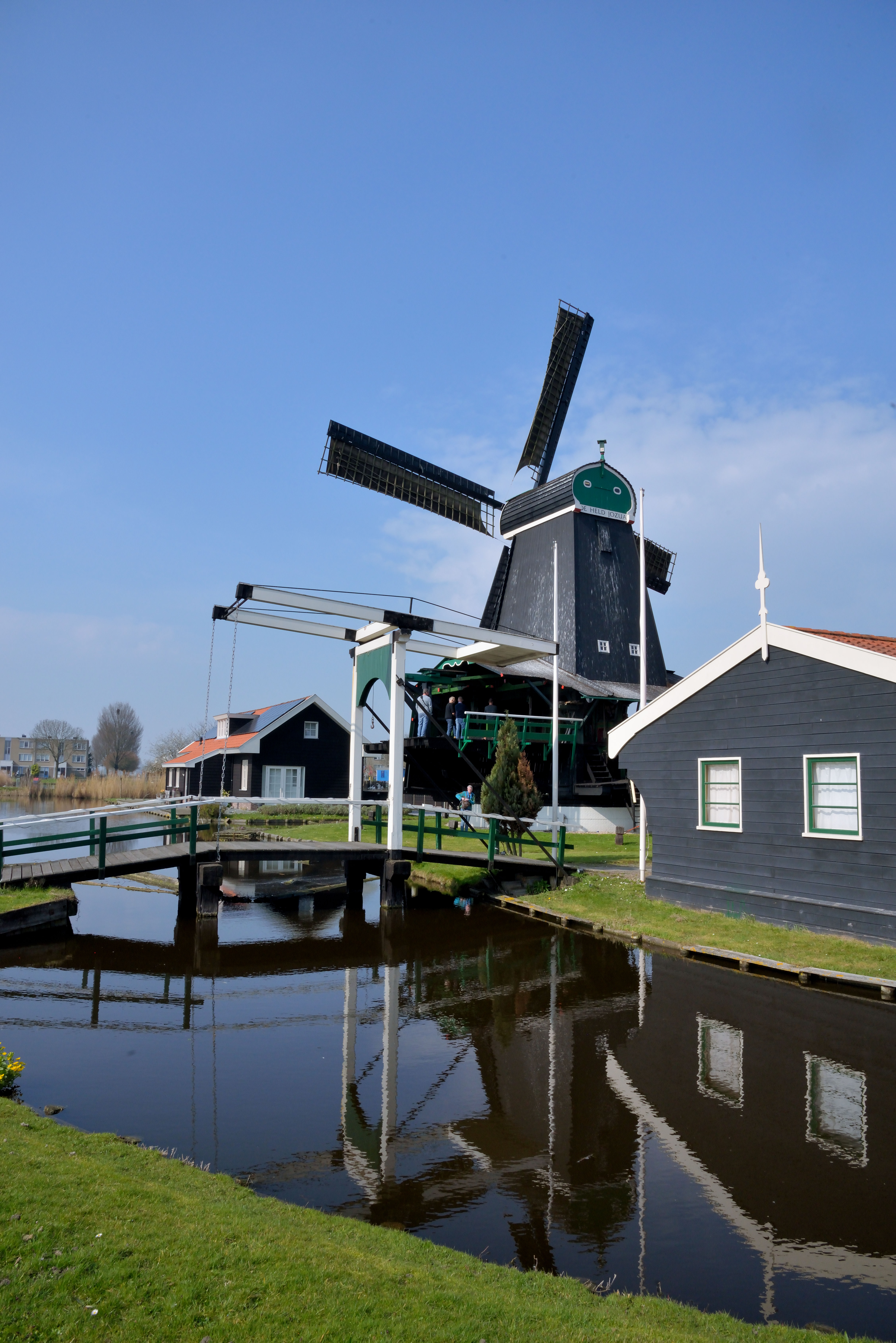
Met ophaalbrug
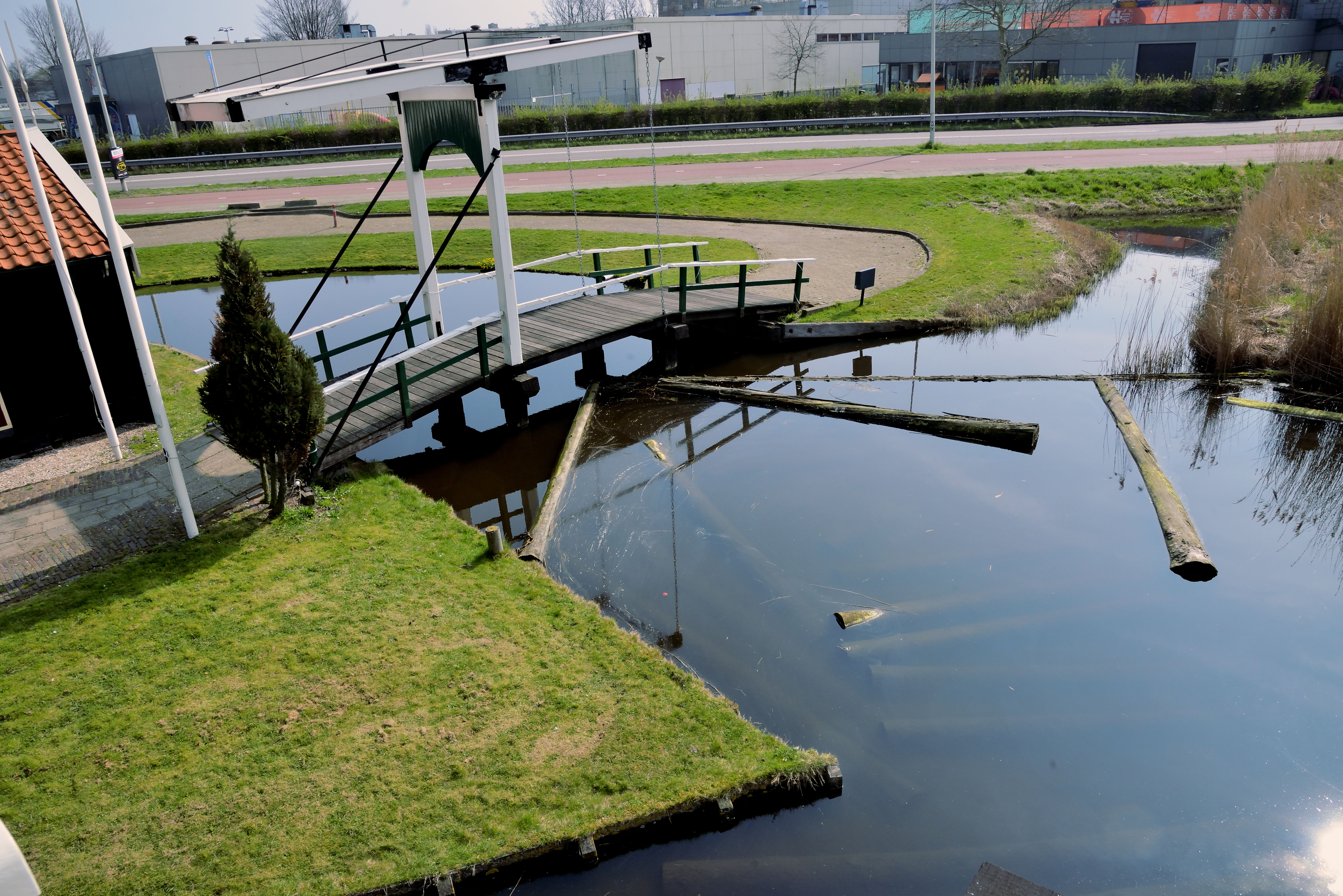
Balkengat
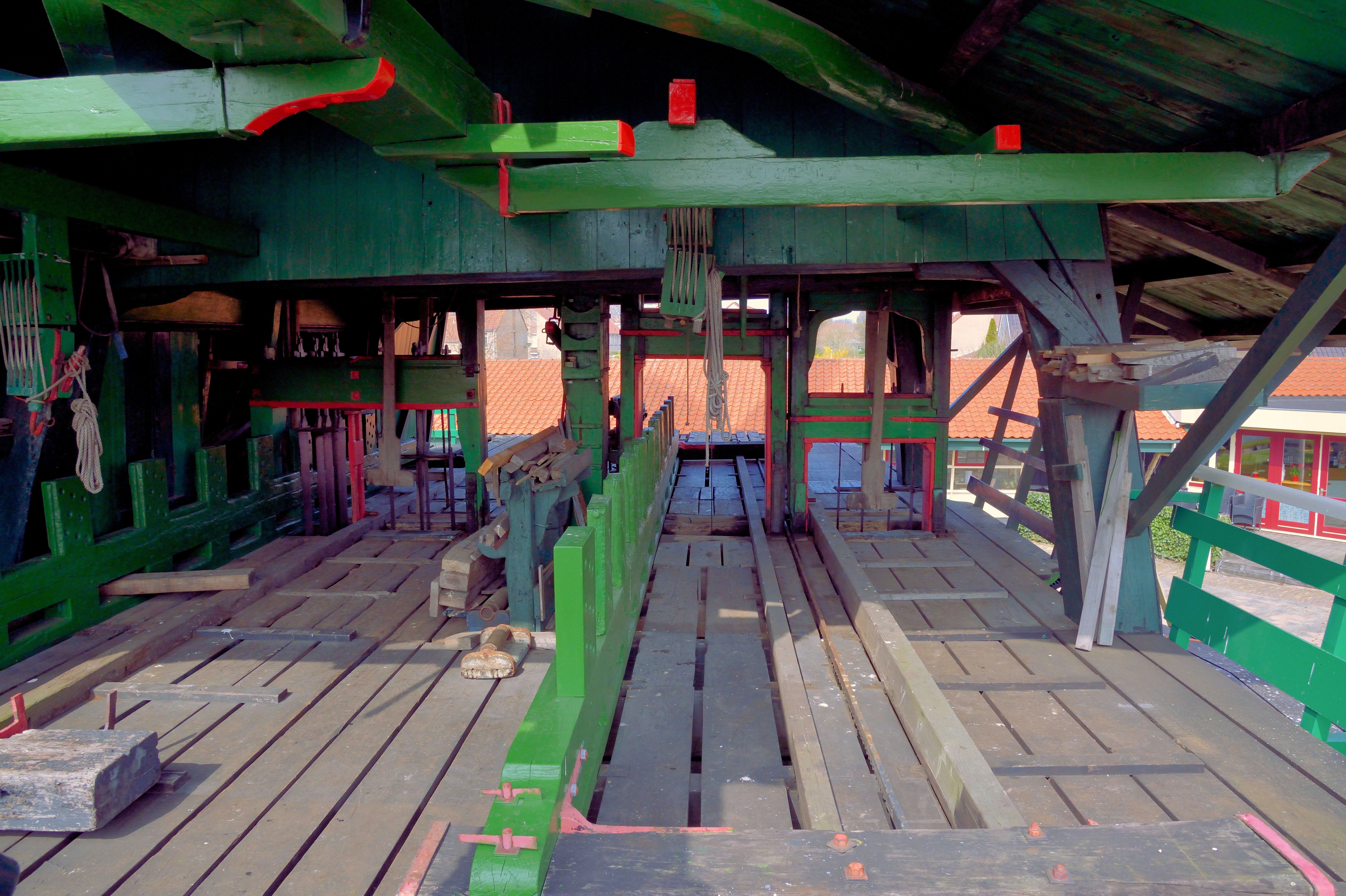
Zaaggrond
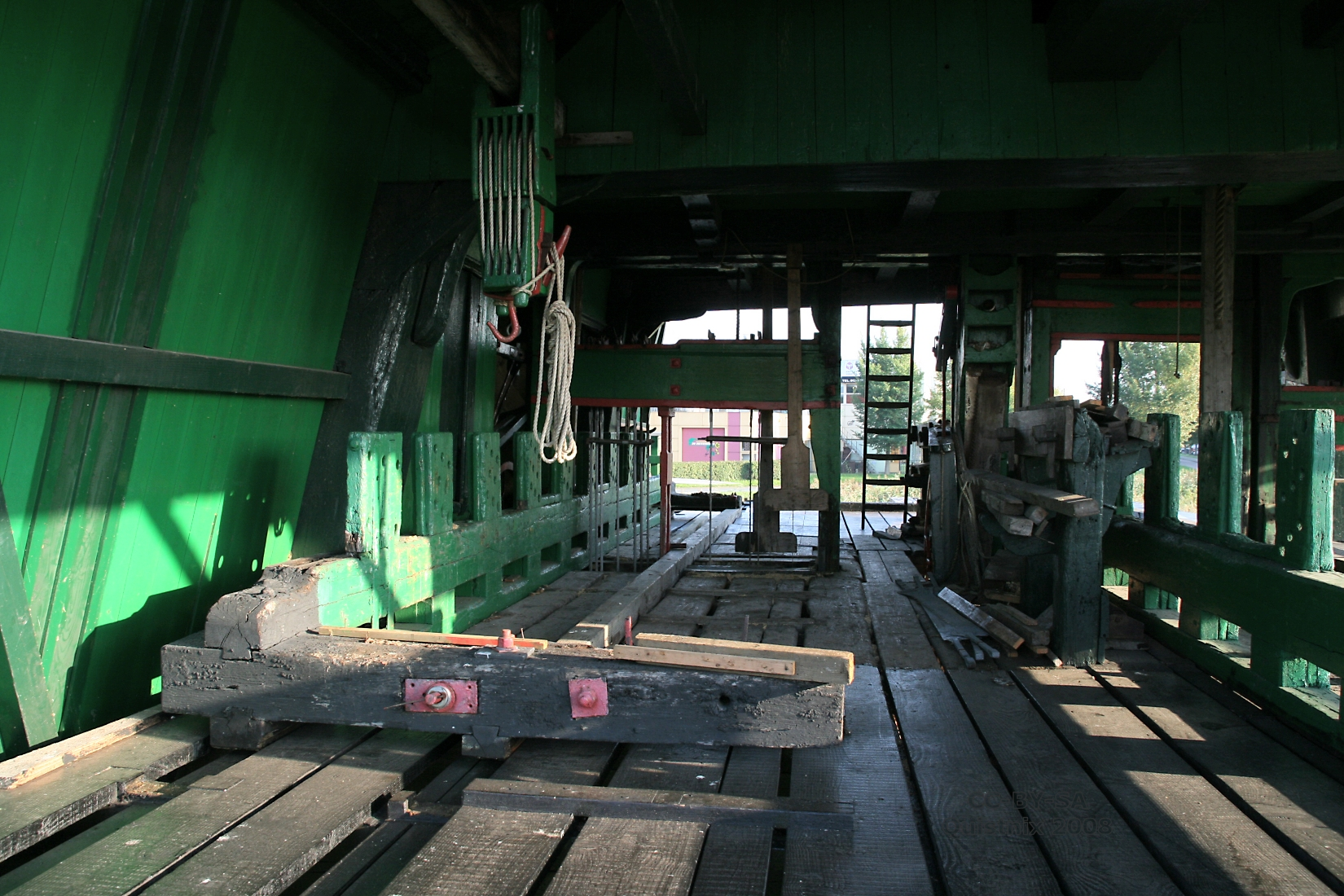
Zaaggrond met links het gecombineerde zaag-/schulpraam
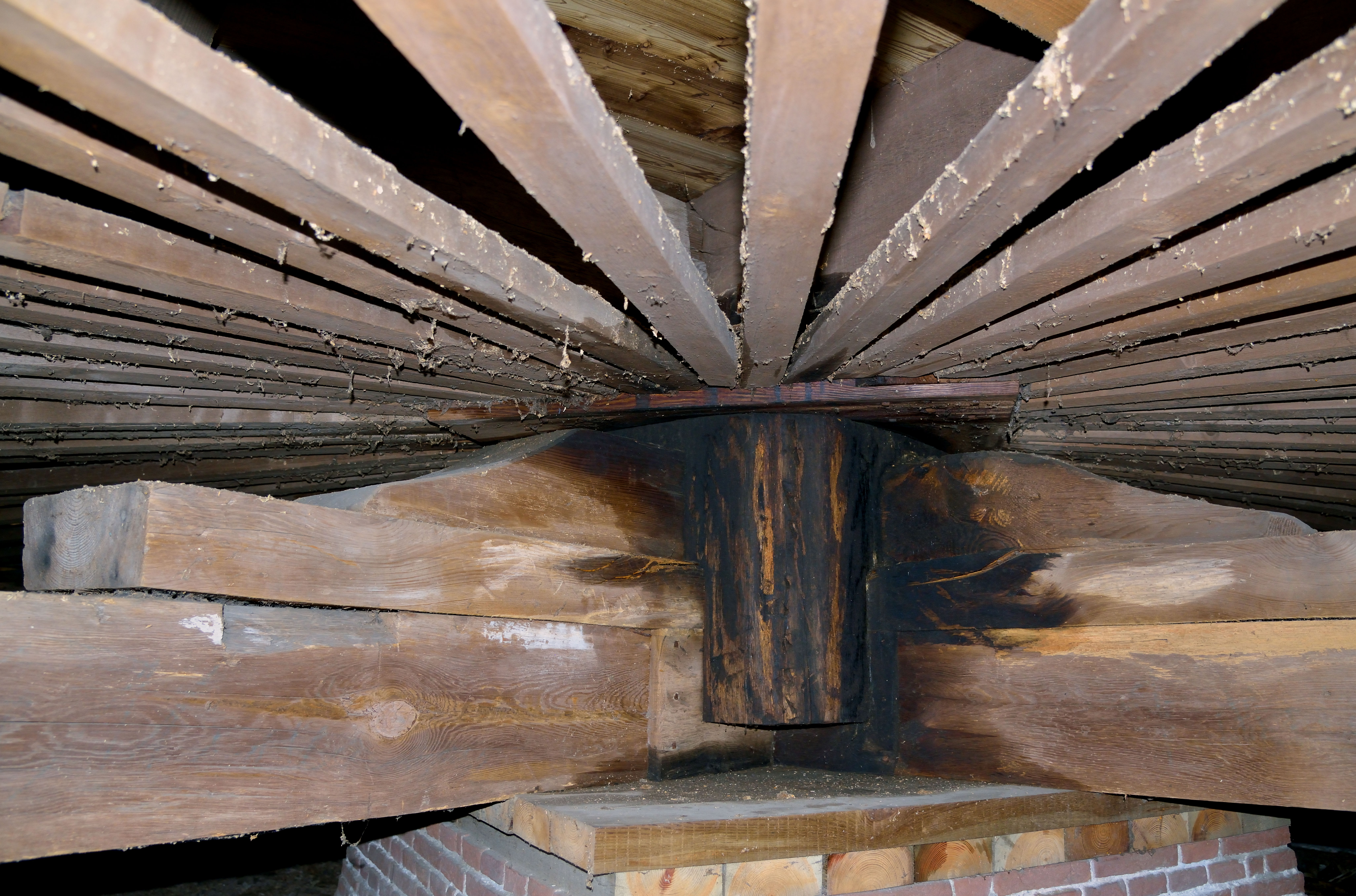
Koning
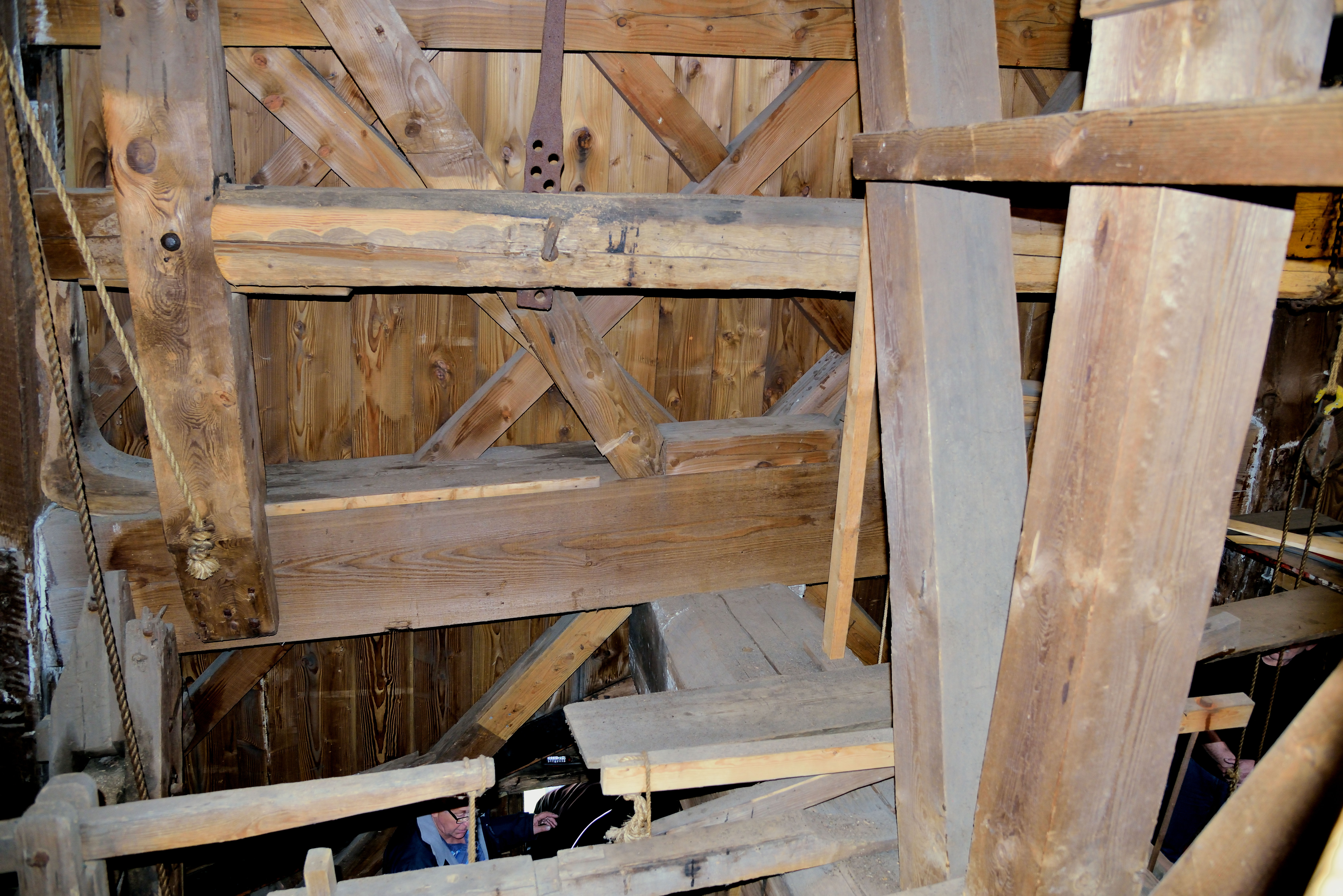
Vangbalk
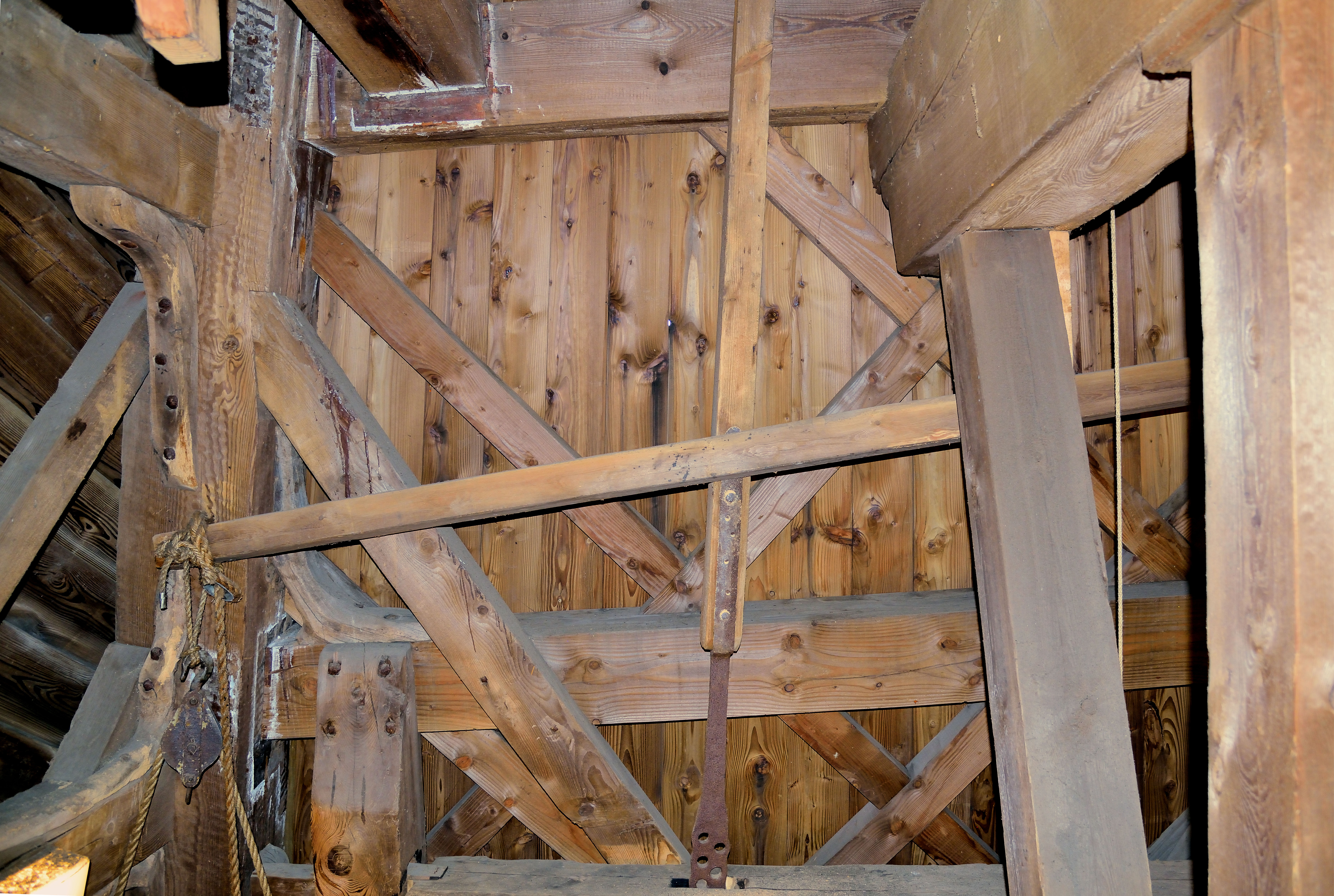
Vangstok
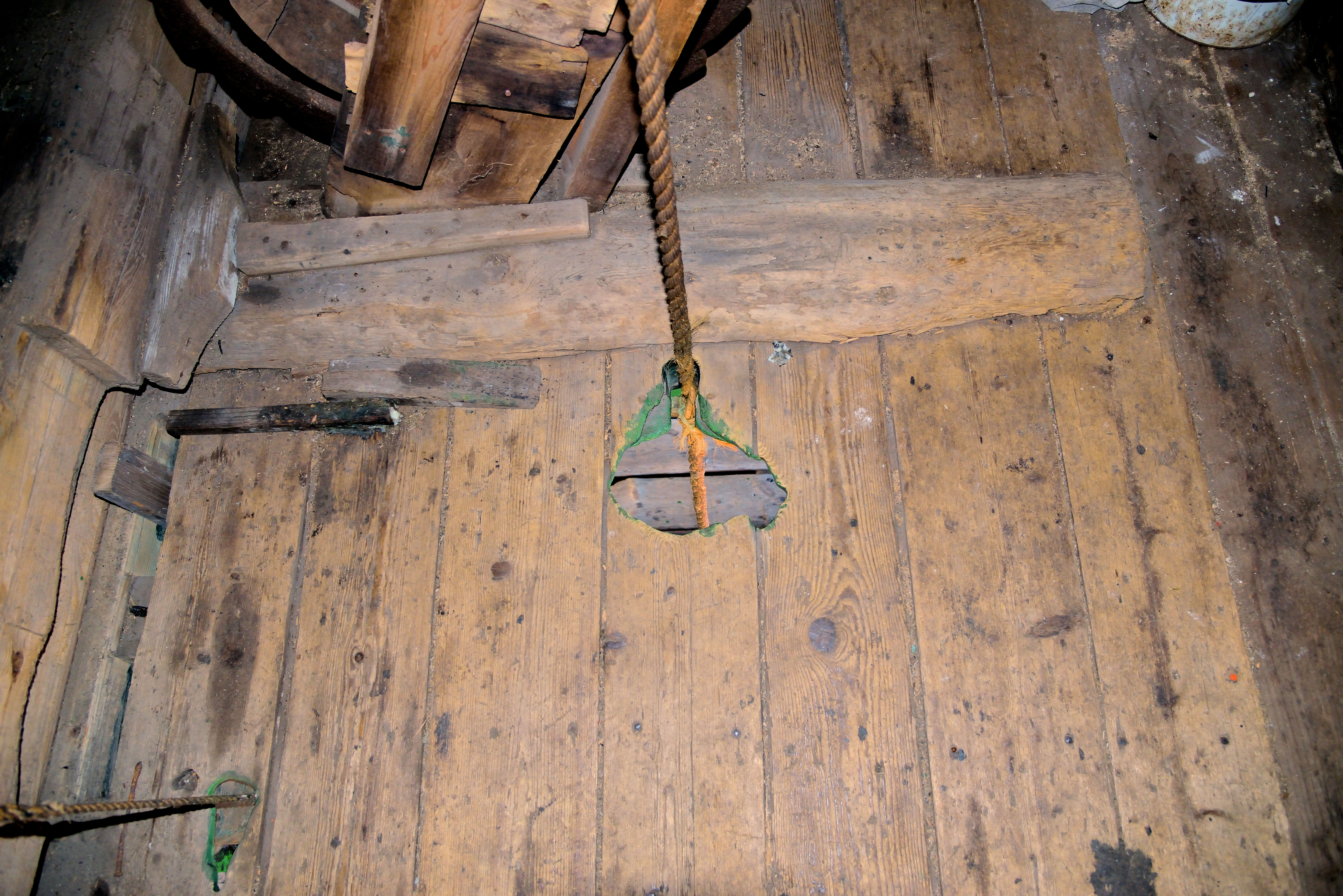
Vangtouw naar zaaggrond
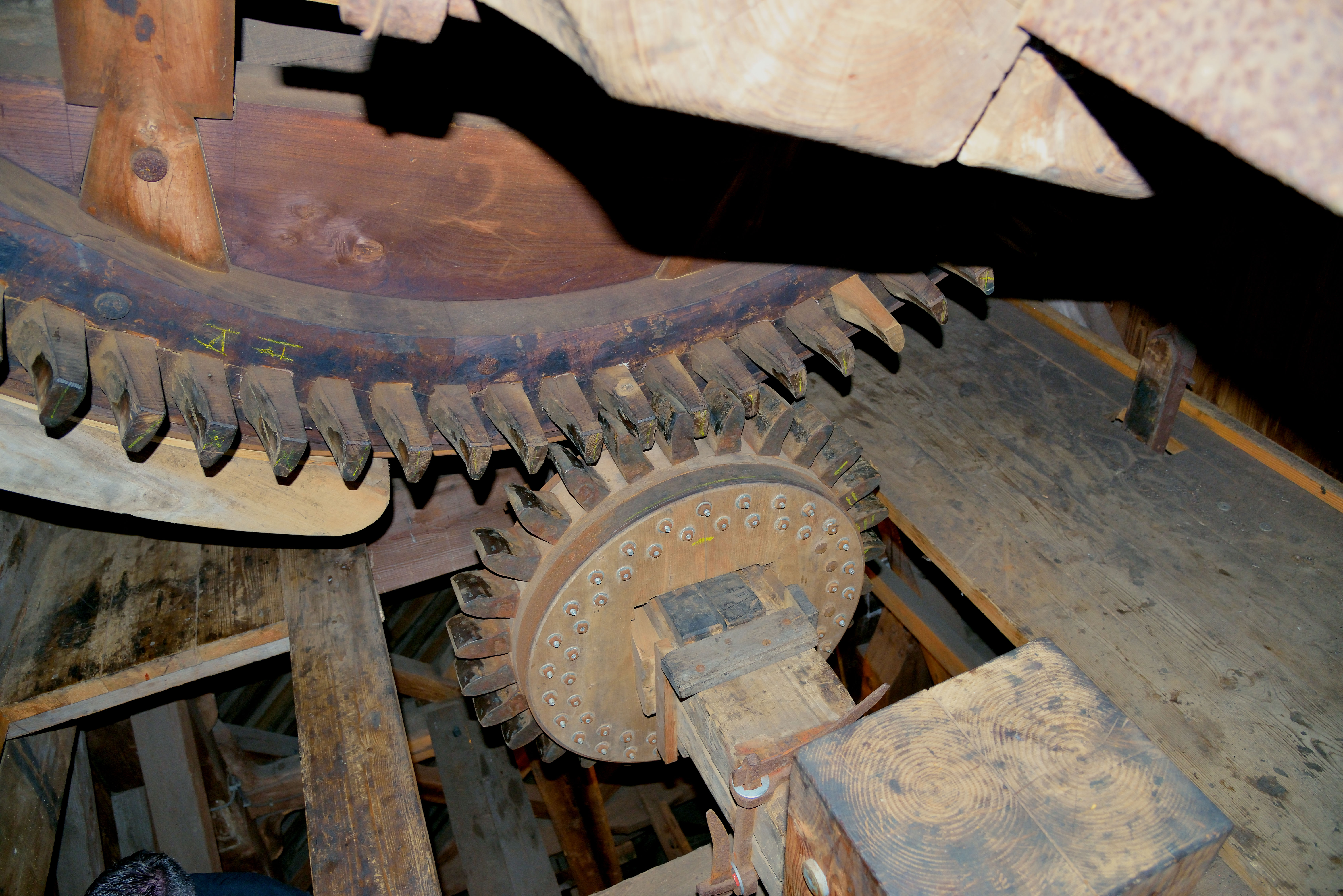
Bovenwiel met krukwiel
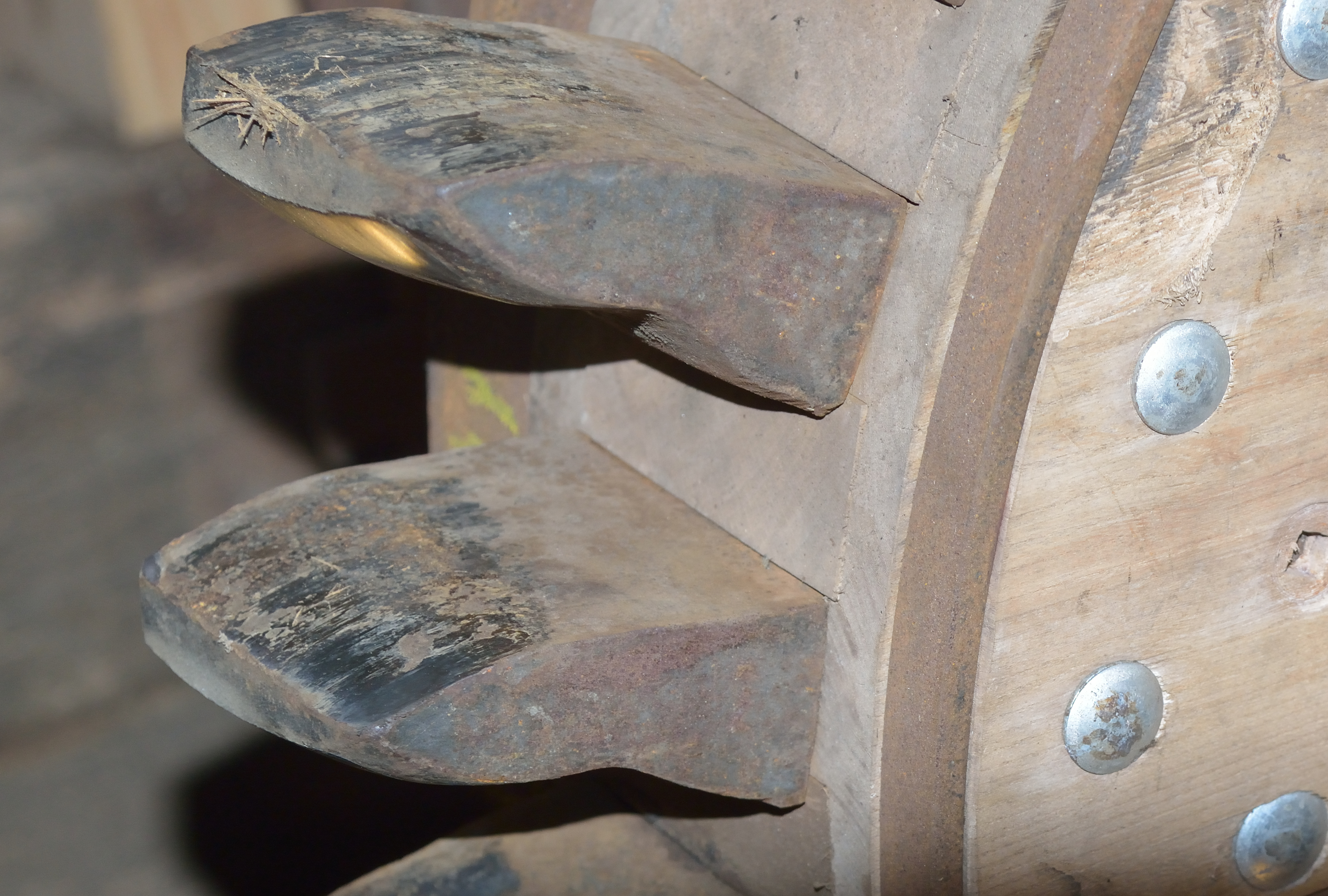
Krukwiel met gietijzeren 'ingesleten' kammen
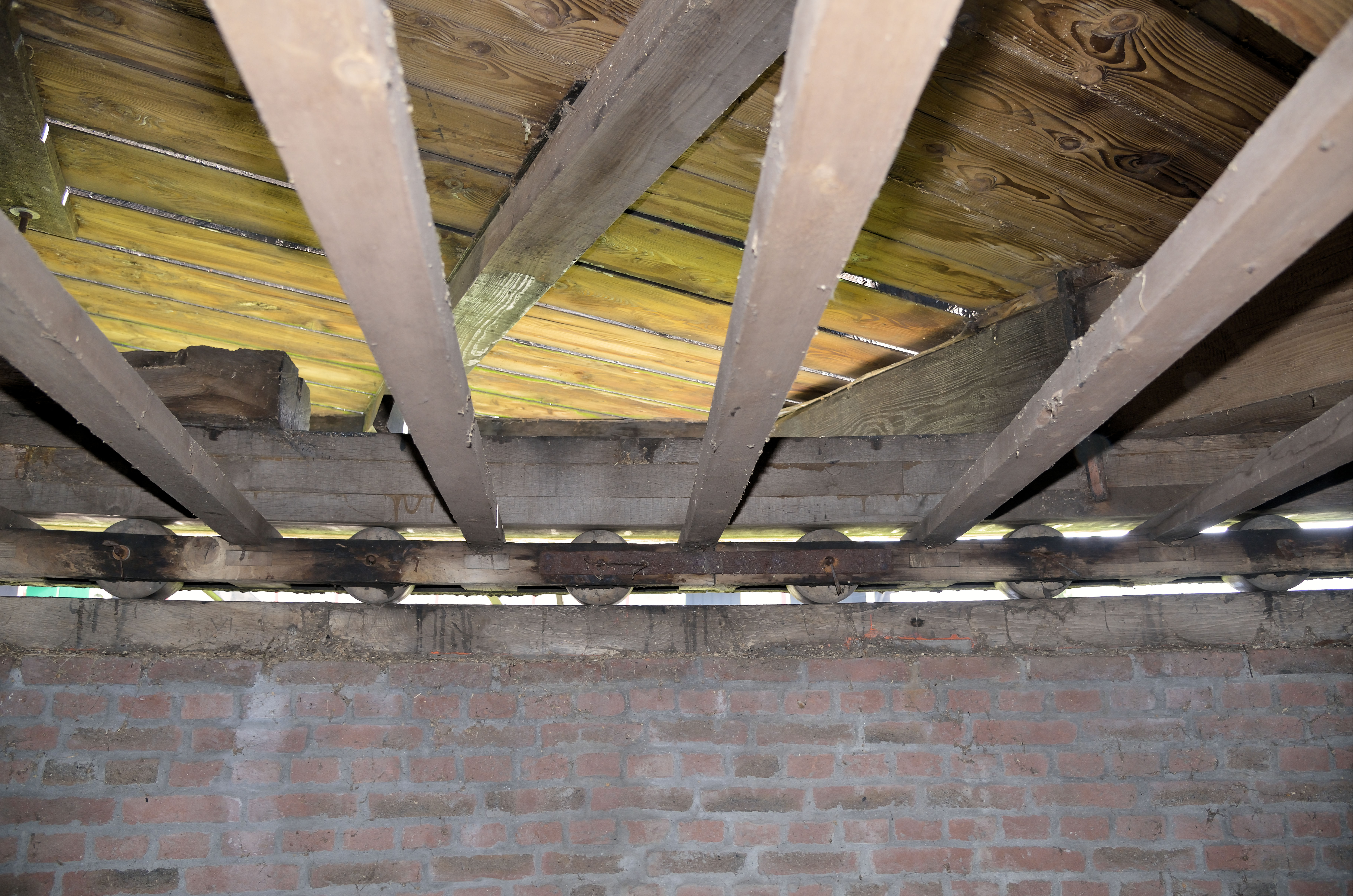
Kruiwerk
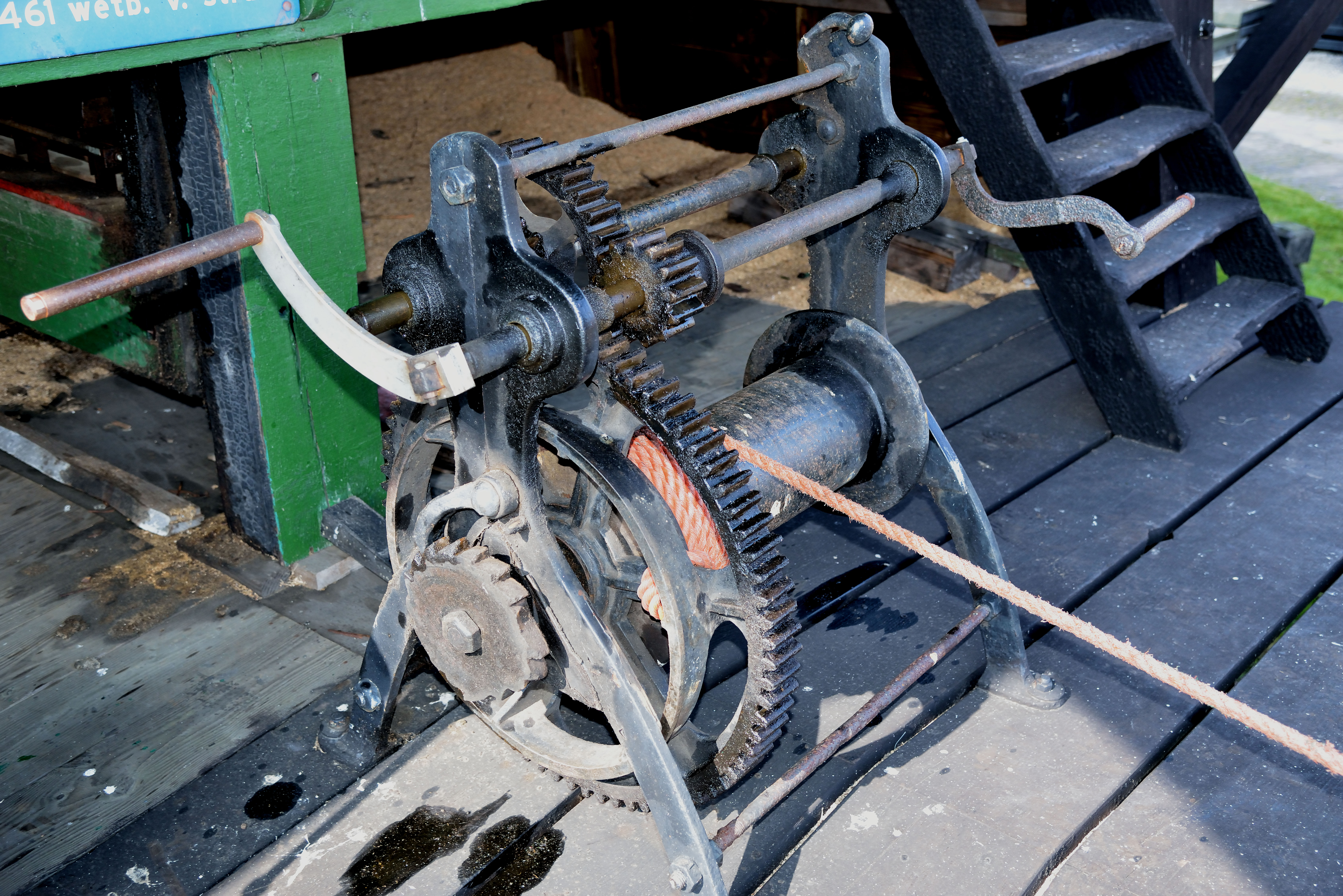
Kruilier

Oliemolens:
De Bonte Hen ·
De Os ·
De Ooijevaar ·
Het Pink ·
De Zoeker

Zaagmolens:
De Gekroonde Poelenburg ·
De Held Jozua ·
Het Jonge Schaap ·
Het Klaverblad

Overige typen:
De Bleeke Dood ·
De Huisman ·
De Kat ·
Het Prinsenhof ·
Herkules ·
De Schoolmeester ·
De Koker

Kleine molens:
De Jonge Dirk ·
Kaatmolen ·
De Kroosduiker ·
Het Zwarte Kalf ·
De Hadel ·
De Windhond ·
De Windjager ·
De Zwaan

Overig:
Molenmuseum ·
Zaanse Schans ·
Vereniging De Zaansche Molen